# Bundesliga de 1986–87
A Primeira Divisão do Campeonato Alemão de Futebol da temporada 1986-1987, denominada oficialmente de Fußball-Bundesliga 1986-1987, foi a 24º edição da principal divisão do futebol alemão. O campeão foi o FC Bayern München que conquistou seu 10º título na história do Campeonato Alemão.

## Premiação
| 1. Fußball-Bundesliga 1986-1987           |
| Baviera                                   |
| ----------------------------------------- |
| FC BAYERN MÜNCHEN Tricampeão (10º título) |